# Oxyaspis senegalensis
Oxyaspis senegalensis är en insektsart som först beskrevs av Bolívar, I. 1886.  Oxyaspis senegalensis ingår i släktet Oxyaspis och familjen vårtbitare. Inga underarter finns listade i Catalogue of Life.